# 1500
1500 (MD) a fost un an bisect al calendarului iulian, care a început într-o zi de miercuri.

## Arte, științe, literatură și filozofie
- Sandro Botticelli pictează Nativitate mistică.

## Nașteri
- 24 februarie: Carol al V-lea, Împărat Roman (d. 1558)
- 3 noiembrie: Benvenuto Cellini, sculptor italian (d. 1571)

## Decese
- 29 mai: Bartolomeu Diaz (Bartolomeu Dias), 50 ani, explorator portughez (n. 1450?)